# 帕希
帕希，是匈牙利南部巴奇-基什孔州所辖的一个村，总面积38.96平方公里，总人口1260，人口密度32人/平方公里（2002年）。地理坐标为46°43′N 19°24′E。